# 科洛卡尼

科洛卡尼

科洛卡尼是馬里的城鎮，位於該國西南部，距離首都巴馬科104公里，由庫利科羅區負責管轄，面積1,250平方公里，海拔高度410米，2009年人口57,307，人口密度為每平方公里45.85人。